# Йоргос Дедес
Йоргос Дедес (грец. Γιώργος Δέδες, нар. 25 лютого 1943, Афіни) — грецький футболіст, що грав на позиції нападника.
Виступав за клуби «Паніоніос» та АЕК, а також національну збірну Греції.

## Клубна кар'єра
У дорослому футболі дебютував 1961 року виступами за команду клубу «Паніоніос», в якій провів тринадцять сезонів, взявши участь у 358 матчах чемпіонату.  Більшість часу, проведеного у складі «Паніоніоса», був основним гравцем атакувальної ланки команди. У складі «Паніоніоса» був одним з головних бомбардирів команди, маючи середню результативність на рівні 0,42 голу за гру першості. В сезоні 1970/71 став найкращим бомбардиром найвищого грецького футбольного дивізіону.
Своєю грою за цю команду привернув увагу представників тренерського штабу клубу АЕК, до складу якого приєднався 1974 року. Відіграв за афінський клуб наступні три сезони своєї ігрової кар'єри. Граючи у складі клубу АЕК також здебільшого виходив на поле в основному складі команди. В новому клубі був серед найкращих голеодорів, відзначаючись забитим голом майже у кожній другій грі чемпіонату. В сезоні 1975/76 удруге став найкращим бомбардиром грецького чемпіонату. 
Завершив професійну ігрову кар'єру у клубі «Паніоніос», у складі якого вже виступав раніше. Прийшов до команди 1977 року, захищав її кольори до припинення виступів на професійному рівні у 1978.

## Виступи за збірну
1966 року дебютував в офіційних матчах у складі національної збірної Греції. Протягом кар'єри у національній команді, яка тривала 8 років, провів у формі головної команди країни 23 матчі, забивши 7 голів.